# Neofytos Larkou
Neofytos Larkou (in greco: Νεόφυτος Λάρκου; Larnaca, 8 marzo 1966) è un ex calciatore cipriota, di ruolo centrocampista.

## Carriera

### Club
Ha giocato nella massima serie cipriota con Pezoporikos Larnaca e AEK Larnaca.

### Nazionale
Ha esordito con la nazionale cipriota nel 1991, giocando 41 partite fino al 1997.